# Regret (LeToya Luckett-låt)
"Regret" är en låt framförd av den amerikanska sångerskan LeToya Luckett, med text av henne själv och musik av R&B-sångaren Tank till LeToyas andra studioalbum Lady Love (2009).
"Regret" är en slow jam där framföraren sjunger till sin ex-pojkvän som lämnat henne för en annan. I refrängen sjunger hon "You must regret the day that you left me/You still tryin' to get back (get back)/Still tryin' to get back (Get back with me oh)". Rapparen Ludachris medverkar som gästartist. Låten gavs ut som den tredje singeln från Lucketts album den 11 november 2009. Utgivningen skapade kontrovers när sångerskans skivbolag tillkännagav att de inte tänkte finansiera en musikvideo till singeln. Upprörda och besvikna LeToya Luckett-fans skapade då en namninsamling vilken genererade över 400 namn. I ett brev till Capitol Records uttryckte fansen ilska över att pop-artisten Katy Perry fick allt större del av budgeten medan Lucketts projekt inte marknadsföres ordentligt. I brevet skrevs; "Vi, Letoyas fans och följare är extremt besvikna på hur hela hennes projekt har hanteras hittills. 'Regret' har redan visat att den har potential att bli hennes nästa hitlåt." Capitol ändrade sina planer och en musikvideo filmades. "Regret" blev en R&B-hit som nådde en 8:e plats på amerikanska topplistan Hot R&B/Hip-Hop Songs. Detta blev hennes näst framgångsrika singel på den listan efter "Torn" som nådde en andraplats år 2006. Låten var inte lika framgångsrik mainstreamt utan avstannade på en 78:e plats på Billboard Hot 100.
Musikvideon till singeln hade premiär på BET:s 106 & Park. Vid årets slut rankades den på en 29:e plats på BET:s Top 100 Videos of 2009.

## Format och innehållsförteckningar
- Digital nedladdning (Explicit)

1. "Regret" - 4:05

## Topplistan
| Lista (2009)                          | Topplacering |
| ------------------------------------- | ------------ |
| USA (Billboard Hot 100)               | 78           |
| USA (Billboard Hot R&B/Hip-Hop Songs) | 8            |